# Grootorige vliegende slaapmuis
De grootorige vliegende slaapmuis (Idiurus macrotis) is een knaagdier uit de stekelstaarteekhoorns (Anomaluridae). Hij komt (wat onderbroken) voor van Sierra Leone tot Oeganda. Hij wordt 8 tot 11 cm lang, met een staart van 13 tot 19 cm, en weegt 25 tot 35 gram.
Het is een kleine stekelstaarteekhoorn die iets robuuster is en een donkerdere vacht heeft dan Zenkers vliegende slaapmuis (Idiurus zenkeri), de andere soort van het geslacht. Hij is bruinachtig bleekgrijs. Hij heeft een lang gezicht en lange oren, en een relatief korte staart. Hij leeft in equatoriale laaglanden. Soms deelt hij holle bomen met Zenkers vliegende slaapmuis of met vleermuizen.